# Château de Brahan
Le château de Brahan est un ancien château écossais situé 3,5 milles ( Unité «  » inconnue du modèle {{Conversion}}.) au sud-ouest de Dingwall, à Easter Ross, Highland Scotland. Le château appartenait aux comtes de Seaforth, chefs du Clan MacKenzie, qui dominaient la région.

## Histoire
Le château de Brahan est construit par Colin Mackenzie (1er comte de Seaforth) (en) en 1611. Kenneth Mackenzie, un ouvrier du domaine, est un voyant réputé qui fait un certain nombre de prophéties à la fin du XVIIe siècle. On se souvient de lui comme du Brahan Seer.
Les Mackenzies sont d'éminents jacobites et prennent part aux soulèvements jacobites de 1715, 1719 et 1745. Le siège de Brahan a lieu en novembre 1715. William Mackenzie, 5e comte de Seaforth, est déclaré hors la loi, perdant le domaine, qui en 1725 devient le quartier général du général Wade lors de sa « pacification » des Highlands. Après le dernier soulèvement jacobite de 1745, les Mackenzies sont le premier clan à se rendre, forcés de prêter serment d'allégeance à la Couronne britannique sur les marches du château.
Le domaine est ensuite revendu à la famille Mackenzie, bien que la lignée directe se soit éteinte en 1781. Le domaine passe à Francis Mackenzie, 1er baron Seaforth qui procède à la plantation d'arbres dans le parc. À sa mort en 1815, Brahan passe à la fille aînée du baron Mary Elizabeth Frederica Mackenzie, qui épouse James Alexander Stewart-Mackenzie de Glasserton en 1817. Au cours de la première moitié du XIXe siècle, le château est reconstruit et agrandi en une grande maison de campagne.
James Stewart-Mackenzie est créé baron Seaforth en 1921, mais à sa mort sans héritier en 1923, il laisse le domaine à une fiducie. Le château de Brahan est brièvement réquisitionné pendant la Seconde Guerre mondiale, et après la guerre, son état se détériore. Au début des années 1950, le bâtiment est démoli, ne laissant que le mur nord du bâtiment du XIXe siècle, qui sert d'ornement de jardin. L'écurie subsiste et est maintenant connue sous le nom de Brahan House. Plusieurs panneaux héraldiques et autres pierres décoratives sont conservés dans la maison.
Un monument sur le domaine, à environ 1 milles ( Unité «  » inconnue du modèle {{Conversion}}.) à l'ouest du site du château, commémore la mort en 1823 de Caroline Mackenzie, fille du dernier comte, qui mourut après avoir été éjectée d'une calèche près du même endroit.